# Taylor Black (Pokerspieler)
Taylor Black (* 1986 in Tucson, Arizona) ist ein professioneller US-amerikanischer Pokerspieler. Er gewann 2018 das Main Event der partypoker Millions North America und 2021 das Main Event der World Poker Tour.

## Pokerkarriere
Black spielt seit August 2006 Onlinepoker. Anfänglich bei PokerStars als tblk158 aktiv, spielt er mittlerweile unter den Nicknames FortheNguyen (Americas Cardroom), GambOlerO (True Poker sowie Carbon Poker), fordanguyen (BlackChip) und ReadyGambo (WSOP.com). Der Amerikaner hat Turniergewinne von insgesamt mehr als 620.000 US-Dollar aufzuweisen.
Seine erste Geldplatzierung bei einem Live-Pokerturnier erzielte Black Mitte Mai 2011 in Los Angeles. Ende Mai 2015 war er erstmals bei der World Series of Poker (WSOP) im Rio All-Suite Hotel and Casino in Paradise am Las Vegas Strip erfolgreich und kam bei drei Turnieren der Variante No Limit Hold’em in die Geldränge, u. a. im Main Event. Mitte Juni 2016 gewann der Amerikaner im Venetian Resort Hotel am Las Vegas Strip sein erstes Live-Turnier und sicherte sich den Hauptpreis von über 50.000 US-Dollar. Bei der WSOP 2017 erreichte er beim Colossus bei einem Teilnehmerfeld von über 18.000 Spielern den Finaltisch und beendete das Event auf dem mit knapp 550.000 US-Dollar dotierten zweiten Platz. Ende April 2018 entschied Black in Kahnawake das Main Event der partypoker Millions North America für sich und erhielt eine Siegprämie von 1,4 Millionen Kanadischen Dollar. Beim High Roller des Gardens Poker Festival der World Poker Tour (WPT) in Los Angeles wurde er Ende Juli 2018 Zweiter und sicherte sich 135.000 US-Dollar. Mitte Dezember 2021 siegte der Amerikaner beim WPT-Main-Event im Hotel Bellagio am Las Vegas Strip und wurde mit seinem bislang höchsten Preisgeld von über 1,2 Millionen US-Dollar ausbezahlt. Seitdem blieben größere Turniererfolge aus.
Insgesamt hat sich Black mit Poker bei Live-Turnieren mehr als 4 Millionen US-Dollar erspielt.